# Ragenold de Nantes
Ragenold de Nantes (mort vers 930). (nòrdic antic: Rögnvaldr), Ragnald o Ragenold fou un cap viking que va constituir un petit principat escandinau a Nantes (Namsborg) i a la seva regió. Va ser rei viking de Nantes entre 919 i 930.
El 919, un cap viking d'origen noruec, Rögnvaldr, que l'annalista franc Flodoard anomena Ragenold, va remuntar el Loira prengué el control de l'estuari i es va apoderar de Nantes. El comte Folc I el Roig que reivindicava el títol de comte de Nantes fou incapaç de defensar la regió.
El comte Robert I de França va haver d'intervenir el 921. Va assetjar als vikings durant 5 mesos, en rebé ostatges i els concedí Nantes i Bretanya que havien devastat contra una vaga promesa de conversió al cristianisme.
El rei Carles el Simple deposat pels grans del regne el 922, va invocar el suport dels caps escandinaus, Rol·ló i Ragenold, que van devastar França més enllà de l'Oise el 923. El nou rei Raül I de França els va aturar i després els va perseguir fins a Normandia. Les negociacions que es van establir van girar a l'avantatge de Rol·ló que va rebre a més de Rouen, que ja controlava, el Hiémois i el Bessin.
Per contra Ragenold que «no havia rebut encara terres a les Gàl·lies» va destrossar les possessions entre el Sena i el Loira del duc Hug el Gran que com Guillem el Jove Duc d'Aquitània va haver de tractar amb Ragenold que va retornar a Bretanya. L'any següent Ragenold i els seus destrossaren Borgonya. Però els comtes Garnier de Sens, Manassès II de Dijon i els bisbes Josselí de Langres i Ansegisi de Troyes li infligiren una severa derrota, el 6 de desembre del 924 a Calaus Mons que podria ser Chalmont, entre Milly-la-Forêt i Barbizon, o més probablement, Chalaux, sobre el riu del mateix nom, al departament del Nièvre.
El 927 els francs ara en pau amb Guillem I de Normandia el fill i successor de Rol·ló emprengueren una nova campanya contra Nantes. Hug el Gran el fill de Robert I de França i el comte Heribert II de Vermandois assetjaren la ciutat durant 5 setmanes, donant i rebent ostatges. Els escandinaus van conservar el Nantès en tota propietat.
Ragenold hi va regnar fins a la seva desaparició. s'ignora les relacions que mantenia amb les altres comunitats vikings que s'havien establert al sud de Bretanya al Morbihan i a Cornualla així com al nord, en el Bro Leon (país de Léon), al Bro Dreger (Trégor) i a la regió de Dol.
Aimon el redactor del segon llibre dels «Miracles de St. Benoit» indica que hauria mort després d'una temptativa de pillatge de l'abadia de Saint-Benoît-sur-Loire de resultes d'una intervenció del sant que li hauria retret els seus pillatges i li hauria ordenat abandonar els llocs! 
Ragenold va morir, sens dubte de malaltia; a Nantes cap a 930 i Incon (Håkon o Inge) el va succeir al capdavant del petit principat viking que havia constituït.